# Hugo Holle
Hugo Holle (Turingia, 25 de enero de 1890 - Stuttgart, 12 de diciembre de 1942) fue un musicólogo y profesor de música alemán.
Estudió en Múnich con Max Reger y luego en Bonn. Destacó en su país como compositor de lieder y musicólogo. Dirigió la revista Neuen Muzikzeitung de Stuttgart, y publicó los libros que llevan por título Goethes Lyrik in Weiss deutscher Tonsetzer bis zur Gegenwart (1914) y Die Chorwerke Max Reger (1922), este última muy interesante para el estudio del canto coral.